# أليس ماريوت
أليس شيتس ماريوت (بالإنجليزية: Alice Sheets Marriott)‏ ولدت في 19 أكتوبر 1907 وتوفيت في 17 مايو 2000، هي رائدة أعمال وفاعلة خير من الولايات المتحدة. تزوجت من جون ويلارد ماريوت مؤسس شركة ماريوت للفنادق.

## نشأتها وعملها
ولدت أليس في سالت ليك سيتي، والدها إدوين سبنسر شيتس ووالدتها أليس تايلور. تخرّجت بمرتبة الشرف من جامعة يوتا عام 1927 وكان عمرها 19 عاماً. أليس عضوة في جمعية فاي كابا فاي وفي تشاي أوميغا. تزوجت من جون ويلارد ماريوت في 9 حزيران (يونيو) 1927.
عام 1927، عملت أليس بوظيفة مسك الدفاتر مع زوجها في كشك «روت بير» كانت قد أسساه معاً. بعد أن أدخلا قائمة طعام مكسيكية، أعيد تسمية الكشك إلى "The Hot Shoppe" وأعيد افتتاحه. افتتحت أليس وزوجها أول موتيل في آرلينغتون بولاية فرجينيا عام 1957 وكان اسمه «فندق موتور الجسرين التوأمين». نما هذا الموتيل الوحيد ليصبح سلسلة فنادق الماريوت العالمية.
عملت أليس ماريوت لفترتين مدة كل منهما عشر سنوات في مجلس إدارة مركز جون كينيدي للفنون الأدائية. كما كانت نائب رئيس اللجنة الوطنية الجمهورية من عام 1965 حتى 1976، والرئيس الفخري للجنة ريتشارد نيكسون عام 1973.

## الإرث
قدّمت أليس ماريوت بعض الأموال كوقف للمؤسسات التعليمية. عام 1988، قدّمت الأموال لمدرسة ماريوت للإدارة في جامعة بريغام يونغ. في 25 أيلول (سبتمبر) 1989، افتتحت جامعة ولاية يوتاه مركز أليس شيتس ماريوت للرقص والذي يضم الأقسام الجامعية للرقص الحديث والباليه.

## العائلة
تزوجت والدة أليس واسمها (أليس تايلور) من السيناتور الأمريكي ريد سمووت في 2 تموز (يوليو) 1930، بعد أن ترمّل كليهما.